# Volta a Cataluña 1949
La Volta a Cataluña 1949 fue la 29ª edición de la Volta a Cataluña. Se disputó en 10 etapas del 18 al 25 de septiembre de 1949 con un total de 1.236 km. El vencedor final fue el francés Émile Rol.

## Etapas
| Etapa | Fecha            | Ciudades de etapa                | km    | Vencedor de la etapa | Líder de la general |
| ----- | ---------------- | -------------------------------- | ----- | -------------------- | ------------------- |
| 1º    | 18 de septiembre | Montjuic - Montjuic              | 46,0  | Miguel Poblet        | Miguel Poblet       |
| 2º    | 18 de septiembre | Barcelona - Vich                 | 114,0 | Emile Rol            | Emile Rol           |
| 3º    | 19 de septiembre | Vich - Figueras                  | 128,0 | Miguel Poblet        | Emile Rol           |
| 4º    | 19 de septiembre | Figueras - Perpiñán              | 55,0  | Pierre Roux          | Emile Rol           |
| 5º    | 20 de septiembre | Perpiñán - Andorra la Vieja      | 175,0 | Robert Desbats       | Emile Rol           |
| 6º    | 21 de septiembre | Andorra la Vieja (AND) - Manresa | 141,0 | Miguel Poblet        | Emile Rol           |
| 7º    | 22 de septiembre | Manresa - Reus                   | 207,0 | Miguel Poblet        | Emile Rol           |
| 8º    | 23 de septiembre | Reus - Tortosa                   | 88,0  | Armand Baeyens       | Emile Rol           |
| 9º    | 24 de septiembre | Tortosa - Villanueva y Geltrú    | 139,0 | Angelo Menon         | Emile Rol           |
| 10º   | 25 de septiembre | Villanueva y Geltrú - Barcelona  | 143,0 | Bernardo Capó        | Emile Rol           |

### 1ª etapa[1]
18-09-1949: Barcelona - Barcelona. 46,0 km
|   | Ciclista              | Equipo       | Tiempo     |
| - | --------------------- | ------------ | ---------- |
| 1 | Miguel Poblet         | Galindo      | 1h 11' 57" |
| 2 | Cipriano Aguirrezabal | Galindo      | m. t.      |
| 3 | Gabriel Saura         | Iberia Radio | m. t.      |

|   | Ciclista              | Equipo       | Tiempo     |
| - | --------------------- | ------------ | ---------- |
| 1 | Miguel Poblet         | Galindo      | 1h 11' 57" |
| 2 | Cipriano Aguirrezabal | Galindo      | m. t.      |
| 3 | Gabriel Saura         | Iberia Radio | m. t.      |

### 2ª etapa
18-09-1949: Barcelona - Vic. 114,0 km
|   | Ciclista       | Equipo       | Tiempo     |
| - | -------------- | ------------ | ---------- |
| 1 | Emile Rol      | Iberia Radio | 3h 07' 29" |
| 2 | Albert Bourlon | Iberia Radio | + 04"      |
| 3 | Angelo Menon   |              | + 14"      |

|   | Ciclista       | Equip        | Temps      |
| - | -------------- | ------------ | ---------- |
| 1 | Emile Rol      | Iberia Radio | 4h 19' 26" |
| 2 | Albert Bourlon | Iberia Radio | + 04"      |
| 3 | Joaquín Olmos  | Galindo      | + 03' 14"  |

### 3ª etapa
19-09-1949: Vic - Figueres. 128,0 km
|   | Corredor      | Equipo       | Tiempo     |
| - | ------------- | ------------ | ---------- |
| 1 | Miguel Poblet | Galindo      | 3h 56' 12" |
| 2 | Emile Rol     | Iberia Radio | m. t.      |
| 3 | Juan Gimeno   | Galindo      | + 03"      |

|   | Ciclista  | Equipo       | Tiempo |
| - | --------- | ------------ | ------ |
| 1 | Emile Rol | Iberia Radio |        |
| 2 |           |              |        |
| 3 |           |              |        |

### 4ª etapa
19-09-1949: Figueres - Perpiñán. 55,0 km
|   | Corredor      | Equipo  | Tiempo     |
| - | ------------- | ------- | ---------- |
| 1 | Pierre Roux   |         | 1h 46' 45" |
| 2 | Angelo Menon  |         | + 23"      |
| 3 | Miguel Poblet | Galindo | m. t.      |

|   | Ciclista       | Equipo       | Tiempo    |
| - | -------------- | ------------ | --------- |
| 1 | Emile Rol      | Iberia Radio |           |
| 2 | Miguel Poblet  | Galindo      | + 05' 30" |
| 3 | Robert Desbats | Iberia Radio |           |

### 5ª etapa[2]
20-09-1949: Perpiñán - Andorra la Vella. 175,0 km
|   | Ciclista       | Equipo           | Tiempo     |
| - | -------------- | ---------------- | ---------- |
| 1 | Robert Desbats | Iberia Radio     | 5h 44' 20" |
| 2 | José Serra     | UE Sants-Bertola | + 06"      |
| 3 | Marcel Buysse  | Gota de Ámbar    | + 17"      |

|   | Ciclista       | Equipo       | Tiempo      |
| - | -------------- | ------------ | ----------- |
| 1 | Emile Rol      | Iberia Radio | 15h 49' 41" |
| 2 | Robert Desbats | Iberia Radio | + 03' 14"   |
| 3 | Miguel Poblet  | Galindo      | + 06' 52"   |

### 6ª etapa[3]
21-09-1949: Andorra la Vella - Manresa. 141,0 km
|   | Ciclista      | Equipo  | Tiempo     |
| - | ------------- | ------- | ---------- |
| 1 | Miguel Poblet | Galindo | 4h 06' 28" |
| 2 | Angelo Menon  |         | + 04"      |
| 3 | Pedro Sant    | Galindo | + 09"      |

|   | Ciclista       | Equipo       | Tiempo      |
| - | -------------- | ------------ | ----------- |
| 1 | Emile Rol      | Iberia Radio | 19h 59' 15" |
| 2 | Robert Desbats | Iberia Radio | + 03' 34"   |
| 3 | Miguel Poblet  | Galindo      | + 03' 46"   |

### 7ª etapa[4]
22-09-1949: Manresa - Reus. 207,0 km
|   | Corredor          | Equipo       | Tiempo     |
| - | ----------------- | ------------ | ---------- |
| 1 | Miguel Poblet     | Galindo      | 5h 58' 41" |
| 2 | Robert Desbats    | Iberia Radio | m. t.      |
| 3 | Quirino Toccaceli | Wamba        | m. t.      |

|   | Ciclista       | Equipo       | Tiempo      |
| - | -------------- | ------------ | ----------- |
| 1 | Emile Rol      | Iberia Radio | 25h 57' 56" |
| 2 | Robert Desbats | Iberia Radio | + 03' 34"   |
| 3 | Miguel Poblet  | Galindo      | + 03' 46"   |

### 8ª etapa[5]
24-09-1949: Reus - Tortosa. 88,0 km
|   | Corredor       | Equipo           | Tiempo     |
| - | -------------- | ---------------- | ---------- |
| 1 | Armand Baeyens | Gota de Ámbar    | 2h 08' 10" |
| 2 | Senén Mesa     | Bertola          | m. t.      |
| 3 | José Serra     | UE Sants-Bertola | m. t.      |

|   | Ciclista       | Equipo           | Tiempo      |
| - | -------------- | ---------------- | ----------- |
| 1 | Emile Rol      | Iberia Radio     | 28h 11' 41" |
| 2 | Robert Desbats | Iberia Radio     | + 03' 34"   |
| 3 | José Serra     | UE Sants-Bertola | + 03' 39"   |

### 9ª etapa[6]
24-09-1949: Tortosa - Vilanova i la Geltrú. 139,0 km
|   | Ciclista       | Equipo         | Tiempo     |
| - | -------------- | -------------- | ---------- |
| 1 | Angelo Menon   |                | 3h 43' 17" |
| 2 | Armand Baeyens | Gota de Ámbar  | + 59"      |
| 3 | José Mateo     | C.C. Barcelona | + 01' 00"  |

|   | Ciclista       | Equipo       | Tiempo      |
| - | -------------- | ------------ | ----------- |
| 1 | Emile Rol      | Iberia Radio | 31h 57' 16" |
| 2 | Robert Desbats | Iberia Radio | + 03' 34"   |
| 3 | Miguel Poblet  | Galindo      | + 03' 46"   |

### 10.ª etapa[7]
25-09-1949: Vilanova i la Geltrú - Barcelona. 143,0 km
|   | Ciclista      | Equipo       | Tiempo     |
| - | ------------- | ------------ | ---------- |
| 1 | Bernardo Capó | Iberia Radio | 4h 03' 50" |
| 2 | Miguel Poblet | Galindo      | + 10"      |
| 3 | Manuel Folch  |              | m. t.      |

|   | Ciclista       | Equipo       | Tiempo      |
| - | -------------- | ------------ | ----------- |
| 1 | Emile Rol      | Iberia Radio | 36h 01' 16" |
| 2 | Miguel Poblet  | Galindo      | + 03' 46"   |
| 3 | Robert Desbats | Iberia Radio | + 03' 46"   |

## Clasificación General
|    | Ciclista              | Equipo           | Tiempo      |
| -- | --------------------- | ---------------- | ----------- |
|    | Emile Rol             | Iberia Radio     | 36h 01' 16" |
| 2  | Miguel Poblet         | Galindo          | + 3' 46"    |
| 3  | Robert Desbats        | Iberia Radio     | + 3' 46"    |
| 4  | Alex Close            | Gota de Ámbar    | + 5' 30"    |
| 5  | Fermo Camellini       | Iberia Radio     | + 5' 31"    |
| 6  | Settimo Simonini      | Wamba            | + 7' 03"    |
| 7  | José Serra            | UE Sants-Bertola | + 8' 18"    |
| 8  | Ezio Cecchi           | Wamba            | + 8' 19"    |
| 9  | Mateo Alemany Enseñat |                  | + 11' 02"   |
| 10 | Antonio Gelabert      | Iberia Radio     | + 13' 07"   |

## Clasificaciones secundarias
|   | Ciclista         | Equipo          | Puntos |
| - | ---------------- | --------------- | ------ |
| 1 | Joaquín Filba    | Galindo         | 33     |
| 2 | Juan Espín       | U.C. Hospitalet | 24     |
| 3 | Antonio Gelabert | Iberia Radio    | 14     |

|   | Equipo       | Puntos       |
| - | ------------ | ------------ |
| 1 | Iberia Radio | 108h 13' 05" |
| 2 | Wamba        | + 28' 28"    |
| 3 | Bertola      | + 1h 11' 16" |